# 10,5 cm SK C/33
10,5 cm SK C/33 е корабно универсално артилерийско оръдие калибър 105 mm, разработено и произвеждано в Германия. Състои на въоръжение в Кригсмарине. Разработено е за замяната на зенитните оръдия 8,8 cm SK C/31. Поставяно на тежките крайцери от тип „Дойчланд“ и „Адмирал Хипер“, линейните крайцери тип „Шарнхорст“, линейните кораби тип „Бисмарк“. Също е планирано за поставяне на линейните кораби от типа „H“ и самолетоносача „Граф Цепелин“. Използва се във Втората световна война. Сухопътният вариант на оръдието се нарича 10,5 cm FlaK 38/39 и широко се използва в системата на ПВО на Третия райх.
В следвоенния период оръдията 10,5 cm SK C/33 са използвани във ВМС на Франция за превъоръжаването на разрушителите от типа „Шаторено“ – бившите италиански леки крайцери от типа „Капитани Романи“.